# Nure-onna

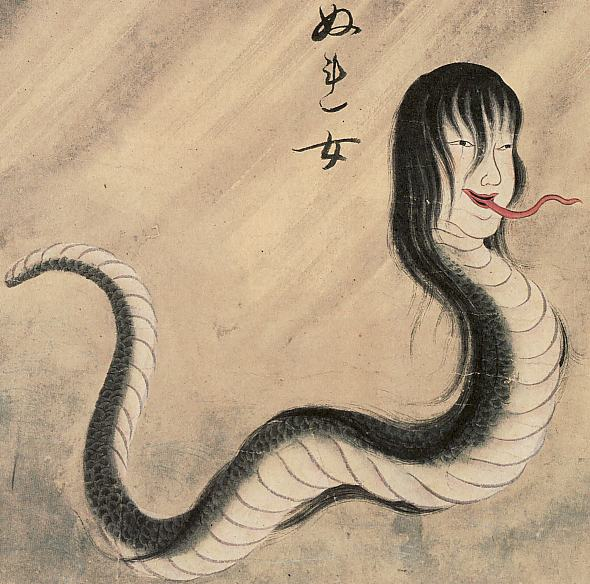
Una rappresentazione della nure-onna, in un disegno di Sawaki Suushi nello Hyakkai Zukan

Nella mitologia giapponese la nure-onna (濡女?, Donna bagnata) è uno yōkai caratterizzato da un aspetto draconico o anfibio, la cui principale peculiarità è il corpo simile ad un enorme serpente e la testa di una giovane donna.
Esistono diverse varianti della storia, a seconda del posto in cui essa viene raccontata. A Tsushima, nella Prefettura di Nagasaki, viene chiamato nure-onago, e ha le sembianze di una bambina. Nella Prefettura di Kagoshima, esiste uno yōkai simile chiamato iso-onna.

## Caratteristiche
La nure-onna sfrutta principalmente la bellezza del suo viso e i suoi bei capelli per attirare ignari bagnanti o pescatori per farne le sue prede. Si aggira prevalentemente la notte lungo le spiagge o, nonostante la sua lunghezza, in piccole pozze d'acqua.
Per attirare le sue vittime fa emergere solamente il suo viso, lasciando galleggiare i lunghi capelli in superficie e, come raccontato in alcune versioni, agita le braccia apparendo in tutto e per tutto una donna che sta affogando. Quando il malcapitato si tuffa per salvarla, la nure-onna riemerge all'improvviso, afferrandolo con gli artigli e trascinandolo nelle profondità delle acque.
In un'altra versione, una volta individuata la sua preda, emerge dall'acqua e paralizza la sua vittima con lo sguardo. Infine utilizza i suoi lunghi denti da serpente per succhiare il sangue dal corpo del malcapitato.
In un un'ulteriore versione, si aggira in solitudine portando con sé ciò che sembra un bimbo in fasce, che utilizza per attirare le sue prede. Se un benintenzionato si offre di tenere il bimbo per lei, la nure-onna lo risparmia. Al contrario, se qualcuno cerca di scoprire ciò che nasconde il fagotto, quest'ultimo diventa pesantissimo impedendogli di fuggire, e a quel punto viene attaccato e ucciso. 
In altri racconti la nure-onna viene descritta semplicemente come una donna sola che passa il suo tempo a lavarsi i capelli, diventando pericolosa solo se viene disturbata.

## Varianti
A Tsushima, nella Prefettura di Nagasaki, quando la pioggia cade durante la notte, appare uno yōkai simile alla nure-onna, noto come nure-onago. La nure-onago può apparire vicino a qualsiasi corso d'acqua, che sia un piccolo stagno o l'oceano. Il suo corpo si presenta completamente bagnato, dalla cima della testa fino alla punta dei piedi.
La nure-onago viene descritta come avente un sorriso malvagio e una risata diabolica. Viene scambiata spesso per la risata di una donna divertita, tanto da essere contagiati da essa, ma una volta usciti allo scoperto si viene attaccati senza pietà.
La maggior parte delle rappresentazioni della nure-onago mostra il suo aspetto non molto dissimile da quello di una normale donna, anche se completamente bagnata. La nure-onago è una parente dell'onna-hari (donna ago), caratteristica del Giappone occidentale.
Nella Prefettura di Kagoshima, nel promontorio di Tajiri, dove si svolge il famoso festival del dio Ebisu, vi è un simile yōkai. Viene chiamata iso-onna (donna della spiaggia), e come la nure-onago è bagnata dalla testa ai piedi. La iso-onna appare ovunque ci sia della sabbia, e non esclusivamente sulla spiaggia. La principale differenza tra la nure-onna e l'iso-onna è la struttura dei loro corpi, l'iso-onna viene infatti descritta come priva della metà inferiore.